# Primera División 2017/2018
Primera División v sezóně 2017/18 byla 87. ročníkem nejvyšší španělské fotbalové ligové soutěže. Obhájcem titulu byl tým Real Madrid, mistrovský titul ovšem získala Barcelona. Pro Barcelonu to byl 25. titul, získala jej ve 34. kole výhrou nad Deportivem La Coruña 4:2 dne 29. dubna 2018 i díky hattricku Lionela Messiho, tedy čtyři kola před koncem ročníku.
Jedinou ligovou porážku za celou sezónu pak po výsledku 4:5 zaznamenala v předposledním 37. kole venku na půdě Levante.
Po triumfu v domácím poháru Copa del Rey získala Barcelona double.
Nováčky ze Segundy División byly týmy Levante, Girona a Getafe. Všichni tři nováčci se udrželi na úkor sestupujících Deportiva La Coruña, Las Palmas a Málagy.
Nejlepším střelcem ligy se stal útočník FC Barcelona Lionel Messi, který ve 36 zápasech vstřelil 34 branek, a který tak získal Trofeo Pichichi.

## Konečná tabulka
| Poř. | Tým                 | Z  | V  | R  | P  | VG | OG | B  |
| ---- | ------------------- | -- | -- | -- | -- | -- | -- | -- |
| 1.   | FC Barcelona        | 38 | 28 | 9  | 1  | 99 | 29 | 93 |
| 2.   | Atlético Madrid     | 38 | 23 | 10 | 5  | 58 | 22 | 79 |
| 3.   | Real Madrid         | 38 | 22 | 10 | 6  | 94 | 44 | 76 |
| 4.   | Valencia            | 38 | 22 | 7  | 9  | 65 | 38 | 73 |
| 5.   | Villarreal          | 38 | 18 | 7  | 13 | 57 | 50 | 61 |
| 6.   | Betis Sevilla       | 38 | 18 | 6  | 14 | 60 | 61 | 60 |
| 7.   | Sevilla FC          | 38 | 17 | 7  | 14 | 49 | 58 | 58 |
| 8.   | Getafe              | 38 | 15 | 10 | 13 | 42 | 33 | 55 |
| 9.   | Eibar               | 38 | 14 | 9  | 15 | 44 | 50 | 51 |
| 10.  | Girona              | 38 | 14 | 9  | 15 | 50 | 59 | 51 |
| 11.  | Espanyol Barcelona  | 38 | 12 | 13 | 13 | 36 | 42 | 49 |
| 12.  | Real Sociedad       | 38 | 14 | 7  | 17 | 66 | 59 | 49 |
| 13.  | Celta Vigo          | 38 | 13 | 10 | 15 | 59 | 60 | 49 |
| 14.  | Deportivo Alavés    | 38 | 15 | 2  | 21 | 40 | 50 | 47 |
| 15.  | Levante             | 38 | 11 | 13 | 14 | 44 | 58 | 46 |
| 16.  | Athletic Bilbao     | 38 | 10 | 13 | 15 | 41 | 49 | 43 |
| 17.  | Leganés             | 38 | 12 | 7  | 19 | 34 | 51 | 43 |
| 18.  | Deportivo La Coruña | 38 | 6  | 11 | 21 | 38 | 76 | 29 |
| 19.  | Las Palmas          | 38 | 5  | 7  | 26 | 24 | 74 | 22 |
| 20.  | Málaga              | 38 | 5  | 5  | 28 | 24 | 61 | 20 |

Poznámky:
- Z = Odehrané zápasy; V = Vítězství; R = Remízy; P = Prohry; VG = Vstřelené góly; OG = Obdržené góly; B = Body

|  | Přímý postup do Ligy mistrů UEFA 2018/19         |
|  | Přímý postup do Evropské Ligy UEFA 2018/19       |
|  | Postup do 2. předkola Evropské Ligy UEFA 2018/19 |
|  | Sestup do Segunda División                       |

Zdroj:

## Hráčské statistiky

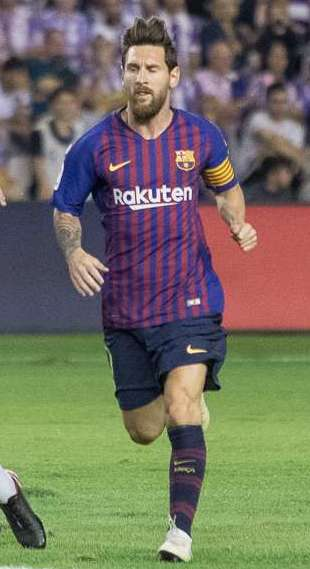
Lionel Messi ovládl žebříček gólových střelců i asistentů

| Pořadí | Hráč              | Klub               | Gólů |
| ------ | ----------------- | ------------------ | ---- |
| 1.     | Lionel Messi      | FC Barcelona       | 34   |
| 2.     | Cristiano Ronaldo | Real Madrid        | 26   |
| 3.     | Luis Suárez       | FC Barcelona       | 25   |
| 4.     | Iago Aspas        | Celta Vigo         | 22   |
| 5.     | Cristhian Stuani  | Girona             | 21   |
| 6.     | Antoine Griezmann | Atlético Madrid    | 19   |
| 7.     | Maxi Gómez        | Celta Vigo         | 17   |
| 10.    | Gareth Bale       | Real Madrid        | 16   |
| 10.    | Gerard Moreno     | Espanyol Barcelona | 16   |
| 10.    | Rodrigo           | Valencia           | 16   |

| Pořadí | Hráč              | Klub            | Asistencí |
| ------ | ----------------- | --------------- | --------- |
| 1.     | Lionel Messi      | FC Barcelona    | 12        |
| 2.     | Antoine Griezmann | Atlético Madrid | 9         |
| 2.     | Karim Benzema     | Real Madrid     | 9         |
| 2.     | Pablo Fornals     | Villarreal      | 9         |
| 5.     | José Luis Morales | Levante         | 8         |
| 5.     | Daniel Wass       | Celta Vigo      | 8         |
| 5.     | Andrés Guardado   | Betis Sevilla   | 8         |
| 5.     | Daniel Parejo     | Valencia        | 8         |
| 9.     | Antonio Barragán  | Betis Sevilla   | 7         |
| 9.     | Gonçalo Guedes    | Valencia        | 7         |
| 9.     | Luis Suárez       | FC Barcelona    | 7         |
| 9.     | Joaquín           | Betis Sevilla   | 7         |
| 9.     | Pione Sisto       | Celta Vigo      | 7         |
| 9.     | José Ángel Valdés | Eibar           | 7         |
| 9.     | Lucas Vázquez     | Real Madrid     | 7         |

## Vysílací práva
Na území České republiky disponovala exkluzivními vysílacími právy Digi TV.